# Tours Duo
Tours Duo – dwa powstające drapacze chmur, położone w 13. dzielnicy Paryża, na skraju obwodnicy i Ivry-sur-Seine.
Wielofunkcyjny projekt obejmuje ponad 108 000 m² powierzchni użytkowych. Znajdą się w nich przede wszystkim biura, w których zmieści się siedziba banku Natixis (Grupa BPCE), ale także hotel, restauracja, bar z tarasem widokowym na Paryż, audytorium, sklepy i zielone tarasy.
Po ukończeniu wieża Duo nr 1 o wysokości 180 m będzie trzecim najwyższym budynkiem w stolicy po Wieży Eiffla (324 m) i Wieży Montparnasse (209 m), na równi z przyszłą Tour Triangle. Całość musi uzupełniać „pas” utworzony z kilku wież i wieżowców u bram stolicy.
Prace rozpoczęły się pod koniec marca 2017 roku, wieże oddano do użytku w 2021 roku.